# Elena Gil Olaya
Elena Gil Olaya (Madrid, 1919 - ibidem, 5 de agosto de 1939)  fue una de Las Trece Rosas, mujeres españolas fusiladas el 5 de agosto de 1939 en las tapias exteriores del cementerio de la Almudena tras acabar la guerra civil, junto a 46 hombres. Fueron acusados de pertenecer a las Juventudes Socialistas Unificadas (JSU) o al Partido Comunista de España (PCE).

## Trayectoria
Ingresó en las JSU en 1937. Había llegado a Madrid el 2 de abril procedente de Murcia. Al día siguiente su amiga Victoria Muñoz García y Sergio Ortiz se presentaron en su domicilio para convencerla de que colaborara en la reorganización de las JSU en la clandestinidad. Así empezó a formar parte del sector de Chamartín de la Rosa, que disponía de cuatro grupos o escuadras; su grupo estaba comandado por Sergio Ortiz. Junto a ella estaban Ana López Gallego, Martina Barroso y Victoria Muñoz García. Este sector fue el primero de los desarticulados, a ello contribuyeron delaciones y policías infiltrados.
Ingresó en la cárcel de mujeres de Ventas el 3 de junio de 1936. No ingresó en el departamento de menores creado a iniciativa de María Sánchez Arbós, presa de la cárcel, y fue enviada a una galería. En el expediente núm. 30. 426, una testigo, sin aludir directamente a Gil, menciona que en el domicilio de Blanca Brissac (otra de las Trece Rosas), se planeaba un intento de complot contra el general Franco el día del desfile en el primer Año de la Victoria; sin embargo, esta circunstancia, considerada hoy en día como incierta, fue descartada, no siendo acusada de ello. El asesinato de Gil, junto al de las otras Rosas y los Cuarenta y tres Claveles, es considerado como una represalia por el atentado que realizaron otros tres militantes de las JSU contra el Comandante de la Guardia Civil y miembro del Servicio de Información y Policía Militar franquista, Isaac Gabaldón, su hija y el conductor José Luis Díez Madrigal. Sin embargo, Gil nunca fue acusada de ello, al no haber tenido ninguna de las rosas relación con dicho hecho, ya que estaban encarceladas al momento de suceder.
Fue condenada a muerte porque se había "probado que tomaba parte en las actividades delictivas de las JSU siendo miembro del grupo de Sergio Ortiz."